# Johannes Jansz. van Bronckhorst

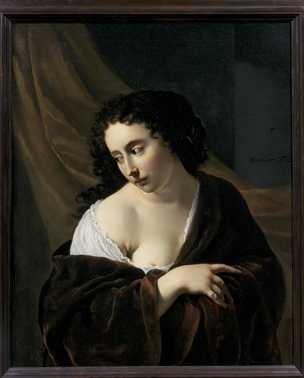
Mujer joven (alguna vez identificada con la Magdalena), firmado IVBronckhorst Pec., óleo sobre lienzo, 82 x 67,3 cm, Utrecht, Centraal Museum.

Johannes Jansz. van Bronckhorst o Bronchorst (Utrecht, 1627-Ámsterdam, 1656) fue un pintor barroco neerlandés, hijo de Jan Gerritsz. van Bronckhorst, representante tardío de las corrientes caravaggistas de la escuela de Utrecht.

## Biografía
Formado con su padre, en 1648 viajó a Italia con su hermano menor Gerrit, también pintor. Se desconoce cuánto tiempo pudo pasar en Roma, donde se incorporó al grupo de los bentvueghels y trabó amistad con el poeta Reyer Anslo, de quien dejó un retrato. En 1654 se le documenta en Ámsterdam donde falleció aún joven y fue enterrado en la Westerkerk el 16 de octubre de 1656.
Últimamente se le atribuyen algunas obras que habían sido confundidas con las del padre, como las puertas del órgano de la Nieuwe Kerk de Ámsterdam, o la firmada Mujer joven, del Centraal Museum de Utrecht, alguna vez identificada con la Magdalena, en la que se advierten influencias italianas.